# 丹妮拉·威滕

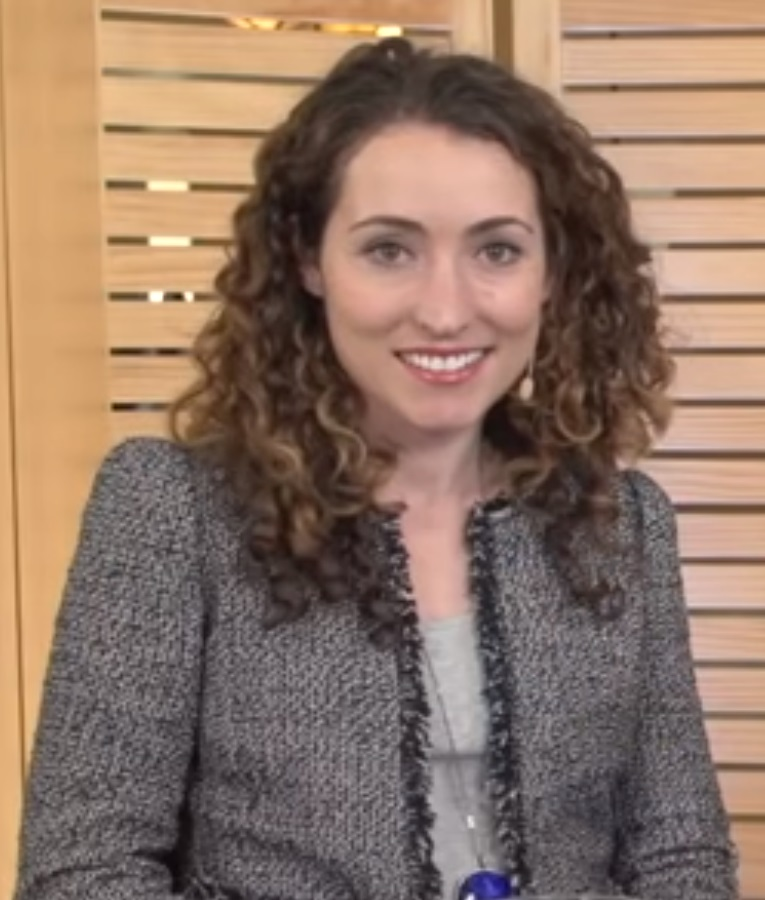
摄于2018年

丹妮拉·威滕（英語：Daniela Witten）是美国生物统计学家、华盛顿大学教授。

## 生平
威滕本科时在斯坦福大学学习数学与生物，2005年毕业获学士学位。此后继续留校深造，先后获硕士与博士学位。其博士论文题为《一种惩罚性矩阵分解及其应用》（A penalized matrix decomposition, and its applications），导师为罗伯特·提布西拉尼。2010年起出任华盛顿大学教授。
威滕于2020年当选美国统计学会会士，2022年又当选国际数理统计学会会士。

## 家庭
丹妮拉·威滕是著名数学物理学家、菲尔兹奖得主爱德华·威滕与物理学家基娅拉·纳皮之女。她的姐姐艾拉娜·威滕则是一位神经科学家。